# Mburucuyá
Mburucuyá est une ville de la province de Corrientes, en Argentine, et le chef-lieu du département homonyme.
Située dans le nord-ouest de la province, on trouve à 30 km de la ville le parc national Mburucuyá de 17 660 ha.